# فرانكلين بارتليت
فرانكلين بارتليت (بالإنجليزية: Franklin Bartlett)‏ هو محامي وسياسي أمريكي، ولد في 10 سبتمبر 1847 في الولايات المتحدة، وتوفي في 23 أبريل 1909 بنيويورك في الولايات المتحدة. حزبياً، نشط في الحزب الديمقراطي. انتخب عضو مجلس النواب الأمريكي.